# Reliability Centered Maintenance
Reliability Centered Maintenance (zuverlässigkeitsorientierte Instandhaltung), abgekürzt RCM, ist eine risikobasierte Strategie der Instandhaltung von technischen Systemen. Dabei wird die Auswirkung möglicher Fehler auf die Funktion des Systems abgeschätzt und die erforderlichen Instandhaltungsmaßnahmen definiert, die die Funktionsfähigkeit sicherstellen.

## Methodik
In der risikobasierten Instandhaltung gibt es mehrere prinzipiell gleichberechtigte Strategien: In der ausfallorientierten Strategie wird das System bis zum spontanen Ausfall betrieben. Das Hauptaugenmerk liegt auf einer schnellen Instandsetzung nach dem Ausfall. Bei der vorbeugenden Instandhaltung soll der Ausfall vermieden oder verzögert werden: Entweder durch intervallbasierte oder auch periodische Instandhaltung, bei der der beispielsweise der Ablauf von Fristen oder bestimmte Zählerstände Auslöser für die Wartung sind, oder durch vorausschauende Instandhaltung, bei der Bauteile hinsichtlich zukünftigen Versagens präventiv ausgetauscht werden. Bei der zustandsorientierten Instandhaltung leitet man aus dem durch Inspektion, kontinuierliche Überwachung oder Simulation festgestellten Zustand des Systems die erforderlichen Instandhaltungsmaßnahmen ab.
Die zuverlässigkeitsorientierte Instandhaltung (RCM) hilft bei der Festlegung der optimalen Instandhaltungsstrategie zum Betrieb der Anlagen.
John Moubray beschrieb RCM als „Verfahren zur Bestimmung, was getan werden muss, um sicherzustellen, dass ein (technisches) System weiterhin seine Funktion in einem Betriebsumfeld erfüllt“.
Bei einer RCM-Analyse wird zunächst das zu untersuchende System abgegrenzt. Dann wird für dieses ein vordefinierter Entscheidungsbaum mit 7 Fragen durchlaufen:
1. Was sind die Funktionen und geforderten Leistungsdaten eines Systems im Betriebsumfeld?
2. In welcher Form können die Funktionen gestört sein bzw. wird die Leistung nicht erreicht?
3. Was sind die Ursachen der jeweiligen Funktionsstörung?
4. Was passiert, wenn eine Funktionsstörung auftritt?
5. Wie wirkt sich die Funktionsstörung aus?
6. Was kann getan werden, um eine Funktionsstörung vorherzusagen oder zu vermeiden?
7. Was sollte getan werden, wenn keine passende Aktivität zur Vorhersage oder Vermeidung gefunden wird?

Die entsprechenden Ergebnisse werden dokumentiert.
Hierbei hat der RCM-Entscheidungsbaum bereits ein wesentliches Augenmerk auf Auswirkungen einer Funktionsstörung in Bezug auf:
- Sicherheit
- Umwelt
- Folgekosten

Der Einsatz von RCM ist im Lebenszyklus eines Systems vom Engineering und im Betrieb sinnvoll.
Die standardisierte Vorgehensweise erlaubt zusammen mit der Dokumentation eine einfache Überprüfung einer RCM-Analyse und eine leichte Anpassung der ursprünglichen Planung an die praktischen Erfahrungswerte.
Darüber hinaus können bei der zuverlässigkeitsorientierten Instandhaltung verschiedene Zielgrößen definiert werden. Während es in einem Betrieb opportun sein kann, die Kostenersparnis als Ziel zu definieren, ist in anderen Betrieben oder Industrien die Anlagenverfügbarkeit das Ziel, und die Kosten sind eher zweitrangig. Auch die Anlagensicherheit, minimaler Ersatzteilbedarf sowie abschreibungsoptimierte Strategien können Ziel der Instandhaltung sein.
Letztlich läuft es darauf hinaus, das vorhandene Instandhaltungsbudget zielgerichtet auf die vorhandenen Betriebsmittel zu verteilen.
In Erweiterung des Zuverlässigkeitsbegriffes kann man dann zur risikobasierten Instandhaltung übergehen. Weisen zwei identische Betriebsmittel einen identischen Zustand bezüglich aller Erfassungsgrößen auf, so müssen weitere Kriterien in die Entscheidung miteinbezogen werden, welches Betriebsmittel jetzt „zuerst“ instand gesetzt wird.
Diese „weichen“ oder besser „nichttechnischen“ Größen können sich aus ganz anderen Bereichen zusammensetzen. Z. B. kann man die möglichen Kosten eines Ausfalles des Betriebsmittels in die Bewertung miteinbeziehen, so dass ein Betriebsmittel, dessen Ausfall einen beträchtlichen finanziellen Schaden verursacht, mit einer höheren Priorität bedacht wird als ein anderes, ansonsten gleiches Betriebsmittel mit gleichem Zustandsvektor.

## Herkunft
RCM wurde 1978 das erste Mal in einer Veröffentlichung, die vom US-Verteidigungsministerium unterstützt wurde, erwähnt. Diese Arbeit dokumentierte einen Prozess in der kommerziellen Luftfahrt, der über zwanzig Jahre lang entwickelt wurde. Der Prozess zeigte eine sehr hohe Erfüllung von Sicherheits- und Zuverlässigkeitszielen.
Die vorrangigen Nutzträger dieser Veröffentlichung sind und waren die Behörden, welche die Arbeit unterstützten, die Nationale US-Luftfahrtbehörde, die Flugzeugindustrie, einzelne Fluggesellschaften, wie United Airlines, deren Mitarbeiter und Zulieferer und besonders Boeing, außerdem Flugpassagiere und die gesamte Öffentlichkeit.

## Aladon-Netzwerk
Der Begriff RCM ist geschützt und ist mittlerweile Eigentum des Aladon Network. Es gibt eine Zertifizierung für RCM-Experten, um den Standard von RCM-Analysen zu gewährleisten.
Der Schutz des Namens RCM hat dazu geführt, dass Abwandlungen nicht unter dem Namen RCM verwendet werden dürfen.